# Jorden er vores mor
Jorden er vores mor er en dansk dokumentarfilm fra 1987 med instruktion og manuskript af Peter Elsass. Filmen blev efterfulgt af Rejsen tilbage i 1993.

## Handling
Instruktøren har siden 1973 fulgt Arhuaco- og Motilon-indianerne i deres forsøg på at overleve som indianere med deres egen selvstændige kultur i behold. De to folk lever i junglen på grænsen mellem Venezuela og Colombia. De har valgt to forskellige måder at møde den vestlige kulturs pres: Den ene ved at forsøge at tilpasse sig (specielt missionærerne), den anden ved at afvise de fremmede og forsvare rettighederne til deres jord.